# ProEixample
ProEximaple S.A. és una empresa creada per l'Ajuntament de Barcelona amb la finalitat de millorar els espais de l'Eixample de Barcelona dissenyat per Ildefons Cerdà, per tal de recuperar els interiors d'illa com a espais d'ús públic i zones verdes, tal com van ser ideats inicialment. L'objectiu de l'empresa és poder recuperar 1 de cada 9 interiors per a ús públic abans de 2010 perquè els veïns de l'Eixample puguin disposar d'una zona verda a menys de 5 minuts caminant.
| 1995   | 1996      | 1997      | 1998      | 1999      |
| ------ | --------- | --------- | --------- | --------- |
| 840 m² | 22.919 m² | 26.004 m² | 26.004 m² | 34.027 m² |